# Kaarlo Juho Ståhlberg
Kaarlo Juho Ståhlberg  (ur. 28 stycznia 1865, zm. 22 września 1952) – fiński polityk, prawnik.
W latach 1908–1918 profesor prawa Uniwersytetu Helsińskiego. Był współzałożycielem Fińskiej Narodowej Partii Postępowej. W latach 1919–1925 pierwszy prezydent Finlandii. W latach 1931 i 1937 bezskutecznie ubiegał się ponownie o wybór.
W 1920 został odznaczony estońskim Krzyżem Wolności I klasy.